# We'll Live It All Again
Chansons représentant l'Italie au Concours Eurovision de la chanson
Era
(1975) Libera
(1977)
We'll Live It All Again (Lo rivivrei) (« Nous le revivrons à nouveau (Je le revivrai) »), également connue sous le titre Noi lo rivivremo di nuovo, est une chanson écrite, composée et interprétée par le duo italien Al Bano et Romina Power, sortie en 45 tours en 1976 et paraît sur l'album 1978 sorti en 1977.
C'est la chanson sélectionnée pour représenter l'Italie au Concours Eurovision de la chanson 1976 à La Haye, aux Pays-Bas, sous le titre abrégé We'll Live It All Again.
Elle a également été enregistrée par Al Bano et Romina Power en espagnol sous le titre Viviremos todo de nuevo (« Nous revivrons tout à nouveau »), ainsi qu'en français sous le titre T'aimer encore une fois, version qui s'est classée en 2e position des ventes de disques 45 tours en France en juin 1976,. En 1982, le duo a réenregistré la version espagnole pour l'album Felicidad, avec des nouvelles paroles sous le titre Vivirlo otra vez (« Vivre encore une fois »).

## À l'Eurovision
Elle est interprétée en bilingue italien-anglais, le choix de la langue étant libre entre 1973 et 1976. C'est la première fois que la chanson représentant l'Italie ne soit pas interprétée entièrement en italien. L'orchestre est dirigé par Maurizio Fabrizio.
Il s'agit de la 13e chanson interprétée lors de la soirée, après Sobran las palabras (en) de Braulio (en) représentant l'Espagne et avant My Little World de Waterloo & Robinson représentant l'Autriche. À l'issue du vote, elle a obtenu 69 points, se classant 7e sur 18 chansons,.
Al Bano et Romina Power retourneront au concours pour représenter l'Italie en 1985 avec Magic Oh Magic (en).

## Liste des titres
Singles de Al Bano et Romina Power
Dialogo
(1975) Des nuits entières
(1976)
| A1. | We'll Live It All Again (Lo rivivrei) | Albano Carrisi, Romina Power | Albano Carrisi, Romina Power | 4:07 |
| B1. | Na, Na, Na                            | Albano Carrisi, Romina Power | Albano Carrisi, Romina Power | 3:33 |

| A1. | T'aimer encore une fois                                             | Albano Carrisi, Romina Power                                            | Albano Carrisi, Romina Power | 4:05 |
| B1. | T'aimer encore une fois (version italienne We'll Live It All Again) | Albano Carrisi, Romina Power (adaptation : Claude Carrère, Vline Buggy) | Albano Carrisi, Romina Power | 4:05 |

## Classements

### Classements hebdomadaires
| Classement (1976)                       | Meilleure position |
| --------------------------------------- | ------------------ |
| Belgique (Wallonie Ultratop 50 Singles) | 3                  |
| Europe (Europarade)                     | 18                 |
| France (IFOP),                          | 2                  |

### Classement de fin d'année
| Classement (1976)   | Position |
| ------------------- | -------- |
| France (Ventes 45T) | 22       |